# Endocerida
Endocerida är en utdöd ordning av fyrgälade bläckfiskar med kon-liknande avlagringar som levde för 450 miljoner år sedan.
Endocerida består av en blandad grupp av bläckfiskar som levde från tidig ordovicium och möjligen till sen silur. Deras skal varierade i form. Några var raka (orthoconic) och andra böjda (cyrtoconic); Några var långa (longiconic) och andra korta (breviconic). Vissa typer med långa skal, som Endoceras, uppnådde längder på upp till 3,5 meter. Den besläktade Cameroceras har anekdotiskt rapporterts nått längder som närmar sig 9 meter, men dessa påståenden om omdiskuterade.

Den överväldigande majoriteten av endocerids och fyrgälade bläckfiskar i allmänhet är mycket mindre, de fullvuxna blir oftast mindre än en meter långa.

## Morfologi

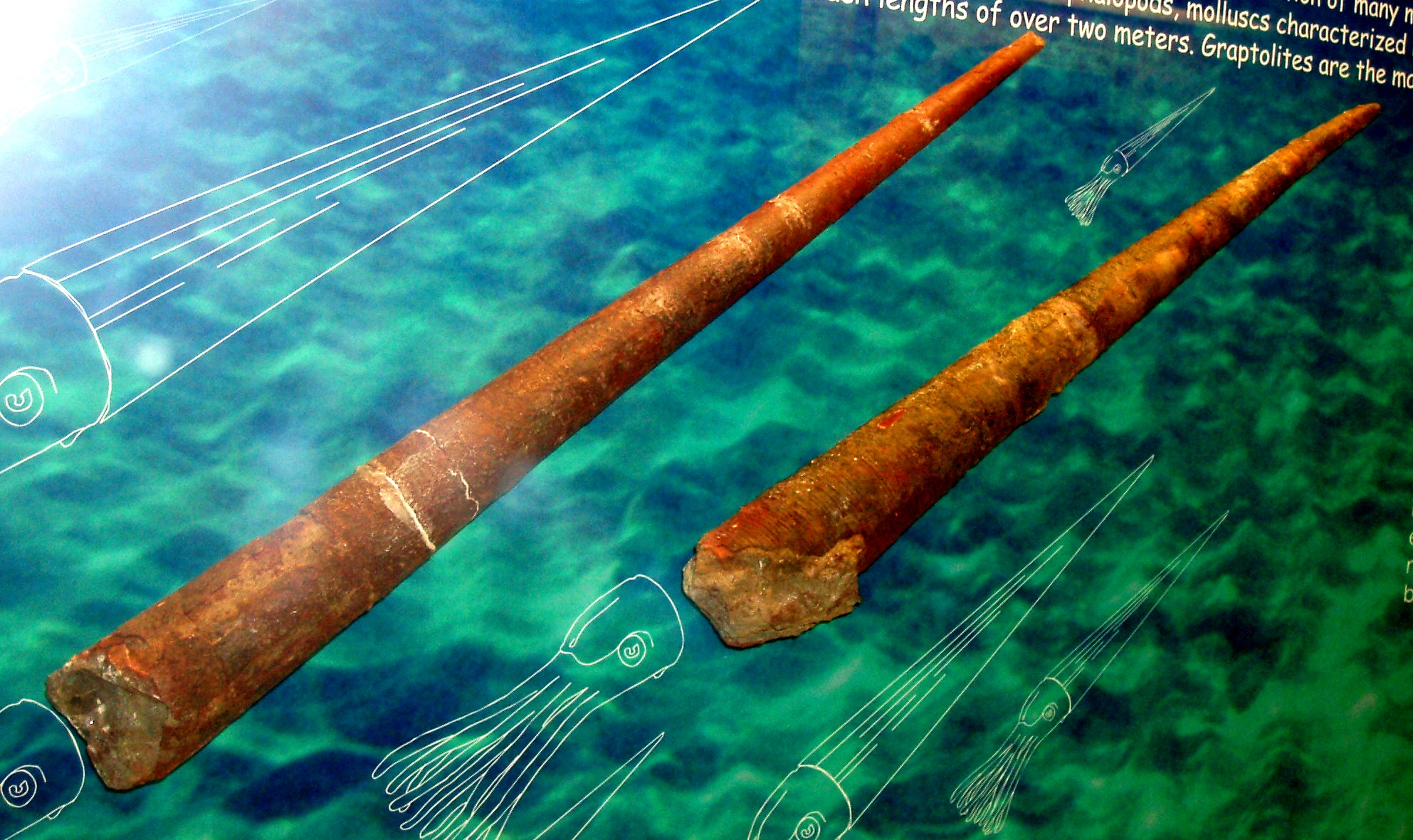
Fossil av Endoceras.

Endocerids kan ha haft en relativt liten kroppskammare och en proportionellt stor siphuncle som hos en del nådde nästan halva skalets diameter, vilket tyder på att en stor del av den invärtna massan kan ha varit inrymd i själva siphunclen snarare för bara i kroppskammaren som hos andra fyrgälade bläckfiskar.

Endocerids kännetecknas främst av förekomsten av kalkavlagringar, så kallade endocones, som bildas i den mer apikala delen av siphuncle och tros fungera som motvikt till djurets kropp. Kamrarna (camerae) av endocerids är alltid fria från organiska avlagringar, till skillnad från andra ordningar som exempelvis Michelinocerida och Actinocerida.

## Ekologi
Endocerids kan ha varit toppkonsumenter under ordovicium, troligen levandes nära havsbottnen och ständigt på jakt efter trilobiter, blötdjur, armfotingar och andra bottenlevande organismer.

De var troligen inte aktiva nektoniska simmare, utan kröp över bottnen i epikontinentala hav eller låg i bakhåll där. De fyllde förmodligen en annan ekologisk nisch än den som idag fylls av exempelvis hajar och bläckfiskar.

## Diversitet
Endocerids var bland några halvdussin bläckfisksordningar som dök upp under lägre ordovicium. De nådde sin största mångfald under lägre till mellersta ordovicium, men var redan på tillbakagång i mitten av denna period och de flesta släkten utrotades i slutet av sandbian (sen ordovicium), medan vissa kvarvarare överlevde in i silur.

I varje fall blev den endocerida härstamningen helt utrotad relativt tidigt i bläckfiskhistorien.

## Källhänvisningar
1. ↑  Teichert, C., and Kümmel,B 1960, Size of Endocerid Cephalopods; Breviora Mus. Comp. Zool. No. 128, 1–7.
2. ↑  Teichert, C. 1964, Endoceratoidea, i Treatise on Invertebrate Paleontology, Part-K (Nautiloidea; Geol Soc of America and University of Kansas Press; pp K160–K188; figs.
3. 1 2  Kroger, B (2008). ”Pulsed cephalopod diversification during the Ordovician”. Palaeogeography Palaeoclimatology Palaeoecology 273:  sid. 174–183. doi:10.1016/j.palaeo.2008.12.015.
4. ↑  Barskov, I. S. (2008). ”Cephalopods in the marine ecosystems of the Paleozoic”. Paleontological Journal 42 (11):  sid. 1167. doi:10.1134/S0031030108110014.

Den här artikeln är helt eller delvis baserad på material från engelskspråkiga Wikipedia, Endocerida, 30 juli 2013.